# David Coote

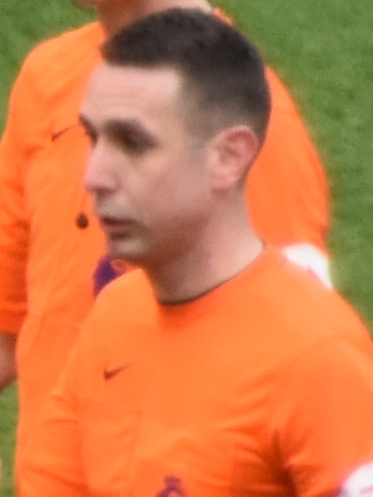
David Coote (2023)

David Coote (* 11. Juli 1982) ist ein englischer Fußballschiedsrichter.

## Sportlicher Werdegang
Im Alter von 16 Jahren begann Coote zunächst als Schiedsrichterassistent. Seit 2010 ist er als Schiedsrichter tätig und leitet seit demselben Jahr Spiele in der EFL League Two, der EFL League One und der EFL Championship. Coote ist seit seinem Debüt im April 2018 Schiedsrichter in der Premier League und hat in dieser bereits über 110 Spiele geleitet.
Von 2020 bis 2022 stand Coote auf der Liste der FIFA-Schiedsrichter und leitete internationale Fußballspiele, unter anderem ein Spiel in der Liga C der UEFA Nations League 2020/21. Seit 2022 steht er als Videoschiedsrichter auf der FIFA-Liste.
Am 26. Februar 2023 war Coote Schiedsrichter im Finale des EFL Cups 2022/23 zwischen Newcastle United und Manchester United (0:2) im Londoner Wembley-Stadion. Im April 2024 wurde er als Videoschiedsrichter für die Europameisterschaft 2024 in Deutschland nominiert. In der gleichen Funktion amtierte er auch beim olympischen Fußballturnier 2024 in Paris.
Im November 2024 wurde Coote von der Professional Game Match Officials Limited (PGMOL) suspendiert, nachdem Videos in Sozialen Medien kursierten, in denen er sich in der Saison 2020/21 beleidigend und abfällig gegenüber Jürgen Klopp und dem FC Liverpool äußerte. In Folge einer anschließenden Untersuchung durch PGMOL wurde Coote im Dezember aufgrund eines „schwerwiegenden Verstoß[es] gegen die Bestimmungen seines Arbeitsvertrags“ von der Schiedsrichterorganisation gekündigt, während sie äußerte, dass „[d]ie Unterstützung von David Coote [...] nach wie vor wichtig [sei] und [sich PGMOL] weiterhin für sein Wohlergehen ein[setze]“. Er hat die Möglichkeit, gegen die fristlose Kündigung in Berufung zu gehen.
Nach seinem Karriereende als Schiedsrichter wurde er als Paketzusteller bei Evri tätig.